# Továrna automobilů Start

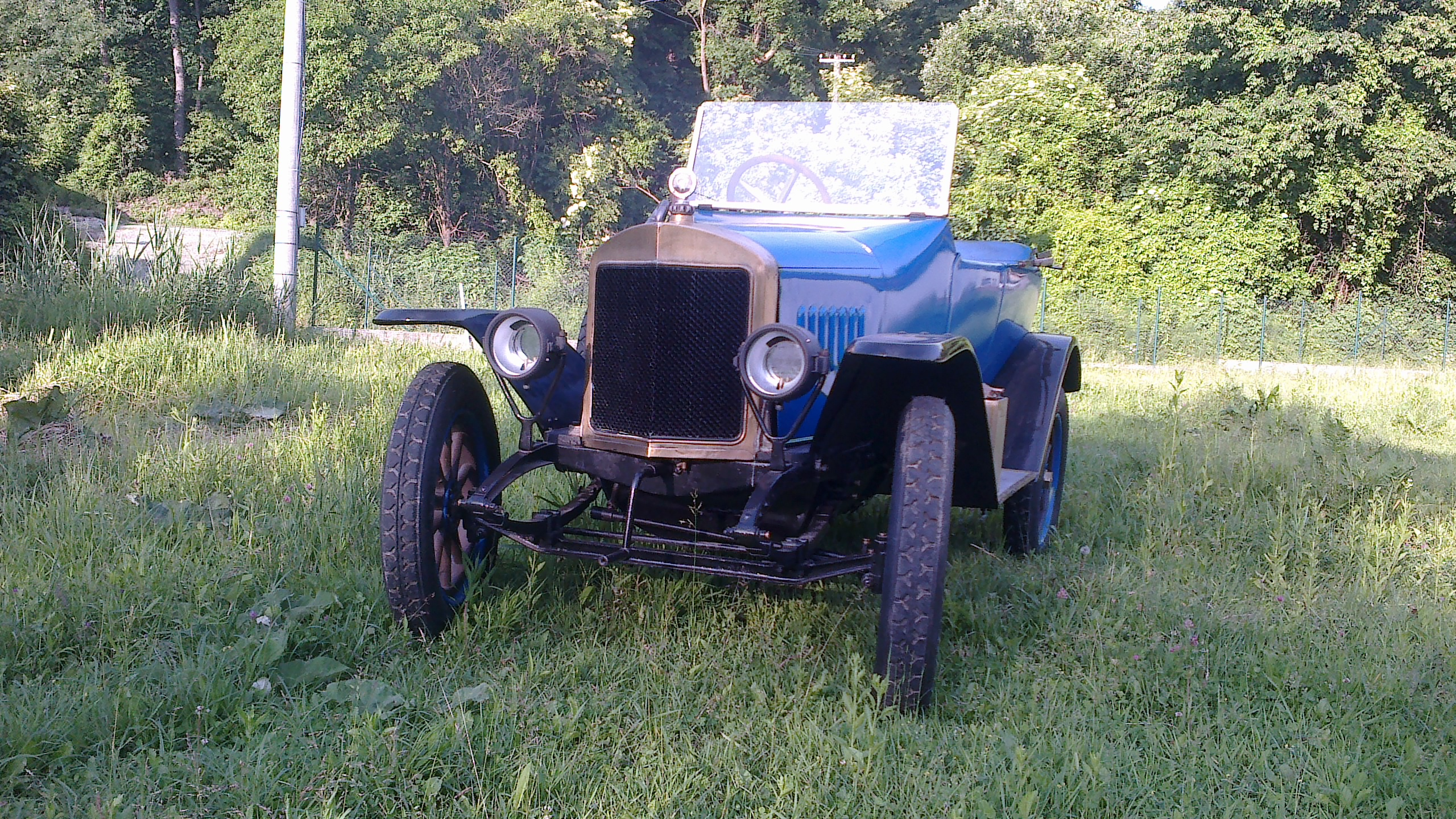
Start B 1921

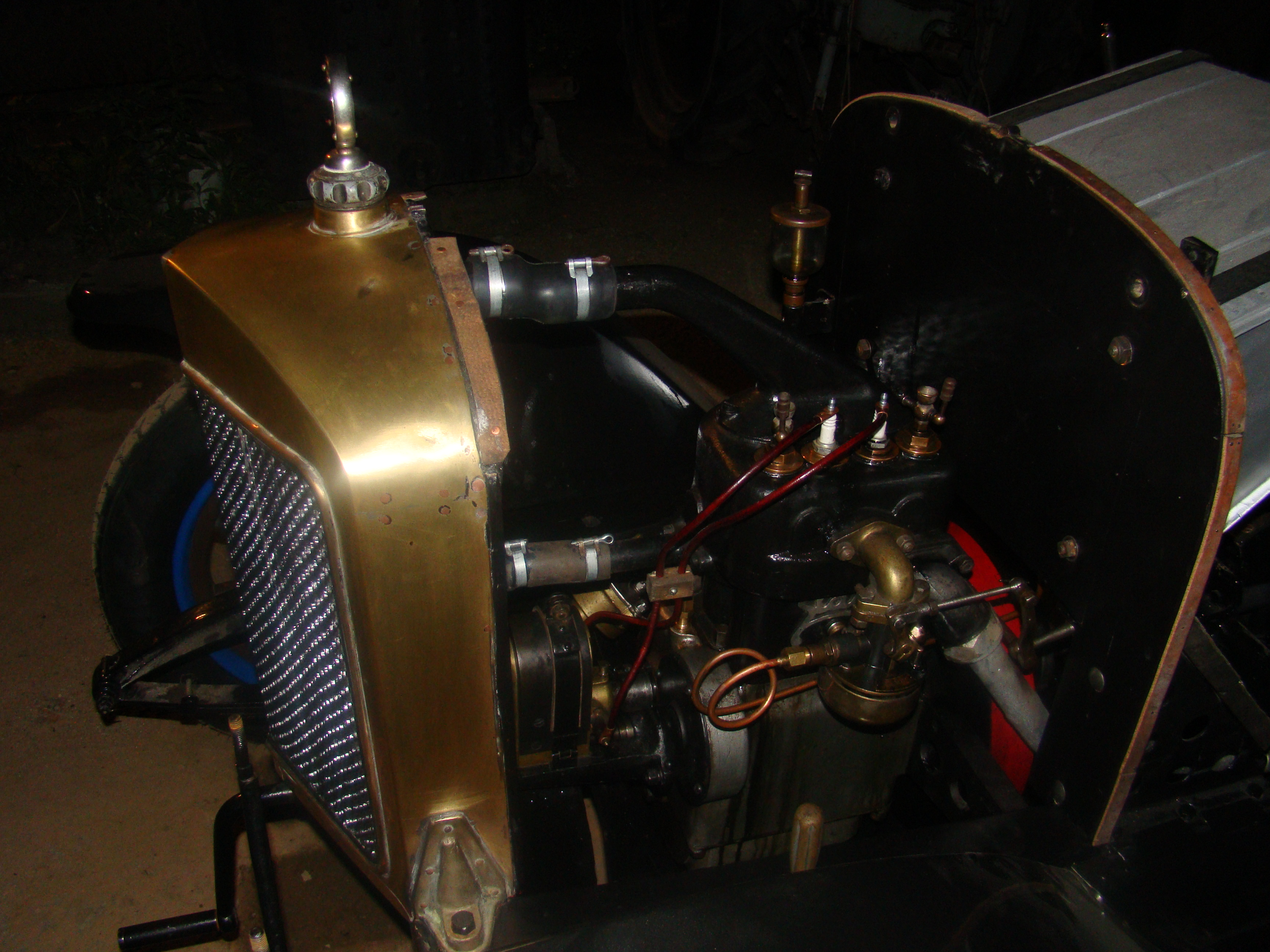
Řadový dvouválec Start B

Ing. Fr. Petrášek, Továrna automobilů Start (1924–1931), Petrášek a Věchet, Továrna motorových automatů (1919–1922) a František Petrášek a spol. (1922–1924), byl československý výrobce automobilů.

## Historie
František Petrášek (1877–1932) a Vojmír Věchet založili v roce 1919 v obci Kukleny (dnes části statutárního města Hradec Králové) společnost Petrášek a Věchet, Továrna motorových automatů  a začali se zabývat vývojem automobilů. Značka vozů mělo znít PAV nebo Petrá ale první vůz firmy byl poprvé představen na pražském autosalonu v roce 1921 pod značkou Start. V roce 1922, se změnou právní formy, firma změnila název na František Petrášek a spol. a přesídlila do Hradce Králové. Od roku 1924 se název změnil na Ing. Fr. Petrášek, Továrna automobilů Start. Výroba automobilů skončila v roce 1931. V roce 1932 bylo v Československu registrováno 158 osobních a 24 užitkových vozidel značky Start.

## Vozidla
Prvním modelem byl vůz B, odpovídající modelu vyráběném v předchozí Petráškově firmě Perfekt. Pohon obstarával vodou chlazený řadový dvouválec o objemu 1106 cm³ a rozvodem SV.
Model C disponoval čtyřválcem o objemu 1460 cm³ a výkonem 20 koní. Karoserie poskytovala prostor pro čtyři osoby. Oba modely měly žebřinový rám, tuhé nápravy, třírychlostní převodovku a hliníkové písty. Vyráběny byly verze limuzína, taxi a lehká užitková verze.
V roce 1926 přišla továrna s vylepšeným modelem C a také s novým typem označeným D 2 Baby. K pohonu sloužil vzduchem chlazený dvouválec o objemu 815 cm³. Zákazník mohl zvolit otevřenou nebo uzavřenou dvou, tří či čtyřmístnou karoserii.
Typ E 4 byl představen na podzim 1928. Vůz poháněl vodou chlazený čtyřválec s objemem 1453 cm³ a výkonem 24 koní. V roce 1929 společnost představila na pražském autosalonu prototyp s vzduchem chlazeným čtyřválcovým motorem o objemu 1000 cm³.